# DeShon Elliott
DeShon Elliott (Heath, 21 aprile 1997) è un giocatore di football americano statunitense che milita nel ruolo di safety per i Pittsburgh Steelers della National Football League (NFL).

## Carriera universitaria
In gioventù frequenta la Rockwall-Heath High School di Heath, Texas; successivamente, si iscrive presso l'università del Texas, militando per la formazione dei Longhorns. Nel 2017 è candidato finalista dell'annuale Jim Thorpe Award, poi assegnato a Minkah Fitzpatrick.
Nel novembre 2017 annuncia la decisione di rinunciare al suo ultimo anno al college per potersi candidare al Draft NFL 2018. Conclude la carriera universitaria con un bottino di 105 tackle, 2,5 sack e 9 intercetti.

## Carriera professionistica

### Baltimore Ravens
Viene selezionato al sesto giro dei Draft NFL 2018, come centonovantesima scelta in assoluto, dai Baltimore Ravens. Nel 2018 non scende tuttavia mai in campo, complice anche un infortunio all'avambraccio che lo relega nella lista infortunati a partire dal 31 agosto. Debutta tra i professionisti l'8 settembre 2019, al week 1 della nuova stagione, in occasione del successo sui Miami Dolphins (10-59). Torna nuovamente nella lista infortunati a partire dalla settimana 7, terminando anzitempo la stagione. È invece safety titolare nel 2020, complice la discussa partenza del collega Earl Thomas. Nel week 2 della stessa stagione realizza il suo primo sack, ai danni di Deshaun Watson nella vittoria sugli Houston Texans (33-16).

### Detroit Lions
Al termine della stagione 2021 diviene free agent, complice una condizione fisica nuovamente pregiudicata dagli infortuni. Il 14 aprile 2022 si accasa quindi ai Detroit Lions, sottoscrivendo un accordo annuale.

### Miami Dolphins
Il 17 marzo 2023 Elliot firma un contratto di un anno con i Miami Dolphins.

### Pittsburgh Steelers
Il 15 marzo 2024 Elliott firma un contratto biennale con i Pittsburgh Steelers.